# ロジャー・ウエルタ
ロジャー・ウエルタ（Roger Huerta、1983年5月20日 - ）は、アメリカ合衆国の男性総合格闘家。カリフォルニア州ロサンゼルス出身。タイガームエタイ所属。元ISKA MMA世界ウェルター級王者。元IFC世界ライト級王者。ロジャー・フエルタとも表記される。
メキシコ系アメリカ人であり、「エル・マタドール」（スペイン語で闘牛士の意）の異名を持つ。2007年5月、総合格闘技の選手としては史上初めて、アメリカのメジャー・スポーツ誌『スポーツ・イラストレイテッド』の表紙を飾った。

## 来歴
カリフォルニア州ロサンゼルスに生まれ、テキサス州オースティンで育つ。ミネソタ州のオーグスバーグ大学在学中にレスリングからアマチュア総合格闘技に転向。在学中の2003年にプロ総合格闘家デビューを果たした。
2004年6月18日、SuperBrawl 36のライト級トーナメント決勝でライアン・シュルツと対戦し、パンチで顎を脱臼しギブアップ。総合格闘技で初めて敗北を喫した。
2005年10月15日、IFC世界ライト級王座決定戦でリー・キングと対戦し、チョークスリーパーで一本勝ちを収め王座獲得に成功した。

### UFC
2006年9月23日、UFC初参戦となったUFC 63でジェイソン・デントと対戦し、3-0の判定勝ち。ファイト・オブ・ザ・ナイトを受賞した。
2007年4月7日、UFC 69でレオナルド・ガルシアと対戦し、3-0の判定勝ち。ファイト・オブ・ザ・ナイトを受賞した。
2007年12月8日、The Ultimate Fighter: Team Hughes vs. Team Serra Finaleでクレイ・グイダと対戦。2Rまで劣勢に立たされるも、3Rに膝蹴りで形成逆転しチョークスリーパーで一本勝ち。ファイト・オブ・ザ・ナイトを受賞した。また、年間ベストバウトに選出された。
2008年8月9日、UFC 87ではケニー・フロリアンと対戦。ライト級次期王座挑戦者決定戦とも見られた試合であったがスタンドで主導権を握られ判定負けを喫し、ノーコンテストを挟んだ連勝は16でストップした。
2009年9月16日、1年1か月ぶりの復帰戦となったUFC Fight Night: Diaz vs. Guillardではグレイ・メイナードに判定で敗れ、2連敗。この試合でUFCとの契約が終了した。

### Bellator
2010年、Bellatorシーズン2ライト級トーナメントに出場。4月8日の1回戦ではチャド・ヒントンに膝十字固めで一本勝ち。5月6日の準決勝でパット・カランに0-3の判定負け。
2010年10月21日、Bellator 33でエディ・アルバレスと対戦し、2R終了時に目の負傷でドクターストップによるTKO負けを喫した。

### ONE
2012年6月23日、ONE初参戦となったONE FC 4でゾロバベル・モレイラと対戦し、サッカーボールキックでKO負けを喫した。

### Bellator復帰
2018年4月6日、Bellator 196でベンソン・ヘンダーソンと対戦し、ギロチンチョークで一本負け。
2018年9月21日、Bellator 205でパトリッキー・フレイレと対戦し、右フックでKO負け。

## 戦績

### プロ総合格闘技
| 総合格闘技 戦績 | 総合格闘技 戦績 | 総合格闘技 戦績 | 総合格闘技 戦績 | 総合格闘技 戦績 | 総合格闘技 戦績 | 総合格闘技 戦績 |
| --------------- | --------------- | --------------- | --------------- | --------------- | --------------- | --------------- |
| 37 試合         | (T)KO           | 一本            | 判定            | その他          | 引き分け        | 無効試合        |
| 24 勝           | 12              | 5               | 5               | 2               | 1               | 1               |
| 11 敗           | 6               | 1               | 4               | 0               | 1               | 1               |

| 勝敗 | 対戦相手                 | 試合結果                           | 大会名                                                             | 開催年月日     |
| ×    | パトリッキー・ピットブル | 2R 0:43 KO（右フック）             | Bellator 205: McKee vs. Macapa                                     | 2018年9月21日  |
| ×    | ベンソン・ヘンダーソン   | 2R 0:49 ギロチンチョーク           | Bellator 196: Henderson vs. Huerta                                 | 2018年4月6日   |
| ○    | ヘイダー・ハッサン       | 2R 0:53 反則（後頭部への肘打ち）   | Phoenix 4: Dubai                                                   | 2017年12月22日 |
| ○    | エイドリアン・パン       | 5分3R終了 判定2-1                  | ONE Championship 49: Defending Honor                               | 2016年11月11日 |
| ×    | アリエル・セクストン     | 3R 3:53 TKO（打撃）                | ONE Championship 44: Dynasty of Champions 6                        | 2016年7月2日   |
| ×    | 安藤晃司                 | 5分3R終了 判定0-3                  | ONE Championship 30: Odyssey of Champions                          | 2015年9月27日  |
| ○    | クリスチャン・ホリー     | 1R 3:13 TKO（パウンド）            | ONE FC 19: Reign of Champions                                      | 2014年8月29日  |
| ×    | ゾロバベル・モレイラ     | 2R 3:53 KO（サッカーボールキック） | ONE FC 4: Destiny of Warriors                                      | 2012年6月23日  |
| ×    | ウォー・マシン           | 3R 3:09 TKO（パンチ連打）          | UWF 1: Huerta vs. War Machine                                      | 2011年11月26日 |
| ×    | エディ・アルバレス       | 2R終了時 TKO（ドクターストップ）   | Bellator 33                                                        | 2010年10月21日 |
| ×    | パット・カラン           | 5分3R終了 判定0-3                  | Bellator 17 【ライト級トーナメント 準決勝】                        | 2010年5月6日   |
| ○    | チャド・ヒントン         | 3R 0:56 膝十字固め                 | Bellator 13 【ライト級トーナメント 1回戦】                         | 2010年4月8日   |
| ×    | グレイ・メイナード       | 5分3R終了 判定1-2                  | UFC Fight Night: Diaz vs. Guillard                                 | 2009年9月16日  |
| ×    | ケニー・フロリアン       | 5分3R終了 判定0-3                  | UFC 87: Seek and Destroy                                           | 2008年8月9日   |
| ○    | クレイ・グイダ           | 3R 0:31 チョークスリーパー         | The Ultimate Fighter: Team Hughes vs. Team Serra Finale            | 2007年12月8日  |
| ○    | アルバート・クレイン     | 3R 1:50 TKO（パウンド）            | UFC 74: Respect                                                    | 2007年8月25日  |
| ○    | ダグ・エヴァンス         | 2R 3:30 TKO（パウンド）            | The Ultimate Fighter 5 Finale                                      | 2007年6月23日  |
| ○    | レオナルド・ガルシア     | 5分3R終了 判定3-0                  | UFC 69: Shootout                                                   | 2007年4月7日   |
| ○    | ジョン・ハルバーソン     | 1R 0:19 TKO（膝蹴り→パウンド）     | UFC 67: All or Nothing                                             | 2007年2月3日   |
| ○    | ジェイソン・デント       | 5分3R終了 判定3-0                  | UFC 63: Hughes vs. Penn                                            | 2006年9月23日  |
| ○    | ジョー・カマチョ         | 2R 2:43 TKO（パンチ連打）          | Raze MMA: Fight Night                                              | 2006年4月29日  |
| ○    | ダン・スウィフト         | 2R 0:51 TKO（パンチ連打）          | Extreme Challenge 66                                               | 2006年2月17日  |
| ○    | リー・キング             | 1R 0:50 チョークスリーパー         | IFC: Rumble on the Rio 2 【IFC世界ライト級王座決定戦】             | 2005年10月15日 |
| ○    | マット・ワイマン         | 5分3R終了 判定3-0                  | FFC 15: Fiesta Las Vegas                                           | 2005年9月14日  |
| ○    | ブラッド・ブラックバーン | 3R 2:19 TKO（タオル投入）          | IFC: Rock N' Rumble 【ISKA MMA世界ウェルター級王座決定戦】         | 2005年7月30日  |
| －   | メルヴィン・ギラード     | 3R 無効試合                        | Freestyle Fighting Championship 14 【ライト級トーナメント 決勝】   | 2005年3月5日   |
| ○    | ケニー・ジェレル         | 1R TKO（パンチ連打）               | Freestyle Fighting Championship 14 【ライト級トーナメント 準決勝】 | 2005年3月5日   |
| ○    | スティーブ・キニスン     | 2R チョークスリーパー              | Freestyle Fighting Championship 14 【ライト級トーナメント 1回戦】  | 2005年3月5日   |
| ○    | 小谷直之                 | 1R 1:29 TKO（パウンド）            | XFO 4: International                                               | 2004年12月3日  |
| ○    | ジェイク・ショート       | 3R 0:37 チョークスリーパー         | Extreme Challenge 60                                               | 2004年11月12日 |
| ○    | マット・ブレディ         | 1R 3:12 TKO（パンチ連打）          | Extreme Challenge 59                                               | 2004年9月24日  |
| ×    | ライアン・シュルツ       | 1R 1:47 ギブアップ（顎の脱臼）     | SuperBrawl 36 【ライト級トーナメント 決勝】                        | 2004年6月18日  |
| ○    | マイク・アイナ           | 3分3R終了 判定3-0                  | SuperBrawl 36 【ライト級トーナメント 準決勝】                      | 2004年6月18日  |
| ○    | ハリス・サリエント       | 3R 2:12 TKO（パンチ連打）          | SuperBrawl 36 【ライト級トーナメント 1回戦】                       | 2004年6月18日  |
| △    | ジョー・ジョーダン       | 3分3R終了 ドロー                   | Extreme Challenge 56 【1回戦】                                     | 2004年3月26日  |
| ○    | ジェフ・カールソン       | 2R 4:52 反則（頭突き）             | Extreme Combat: Best of the Best 2 Day Event                       | 2003年8月2日   |
| ○    | シェーン・ラバフォー     | 1R 2:12 TKO（パンチ連打）          | Extreme Combat: Best of the Best 2 Day Event                       | 2003年8月2日   |

### アマチュア総合格闘技
- 5戦5勝

## 獲得タイトル
- ISKA MMA世界ウェルター級王座（2005年）
- 第3代IFC世界ライト級王座（2005年）

## 表彰
- ブラジリアン柔術 紫帯
- UFC ファイト・オブ・ザ・ナイト（3回）
- UFC ファイト・オブ・ザ・イヤー（2007年）

## 出演

### 映画
- TEKKEN -鉄拳-（2009年）- ミゲル・カバジェロ・ロホ[11]